# 宇宙パトロールルル子
『宇宙パトロールルル子』（うちゅうパトロールルルこ）は、TRIGGER制作による日本のオリジナルテレビアニメ作品。2016年4月から6月ULTRA SUPER ANIME TIME枠にて放送。TRIGGER設立5周年記念作品。

## あらすじ
銀河指定宇宙移民地区・OGIKUBOに住むルル子は、同居する父親が宇宙パトロールの刑事であるということ以外はごく普通の女子中学生だった。
ある日、父親が突然フリーズしたため、父の職場である宇宙パトロールOGIKUBO支部にかけこんだところ、オーバージャスティス本部長から宇宙パトロールの隊員に任命された。
そして、ルル子は学業や恋愛に勤しみつつも、宇宙パトロール隊員として宇宙犯罪者達からOGIKUBOを守るべく奔走する日々を送った。

## 登場人物
ルル子
声 - M・A・O
本作の主人公。銀河指定宇宙移民地区・OGIKUBOにて父親と二人暮らしをする女子中学生。13歳。星型の髪飾りをつけている。普通でない街で誰よりも普通の人生を夢見ていたが、父が押収品の薬で氷漬けに成った事を切っ掛けに宇宙臨時バイトとして雇われ宇宙パトロールにさせられる。
犯罪者を見付けるとジャッジメントガンモーフィンという能力を発動して銃の形に変形する。ジャッジメントガンモーフィンの元ネタは今石洋之監督が好きなアメトイ。
最終話では超次元航行特務監査官に任命され、コードネーム「トリガーちゃん」を襲名した。
AΩ・ノヴァ（アルファオメガ・ノヴァ）
声 - 榎木淳弥
隕石に乗って宇宙の彼方からやってきた謎の転校生。金髪碧眼の美少年で、口癖は「どっちだっていいよ」。
その正体は感情のないナッシング星人。ブラックホール星人の手先となり、世界で一番無価値なお宝「ときめきジュエル」を万引きするため、ルル子の恋心を育てていた。
ミドリ・セイブザワールド
声 - 新谷真弓
ルル子の友人で同じくOGIKUBO中学に通う女子中学生。異星人と地球人のハーフ。一人称は「あーし」でギャルのような口調で喋る。緑肌で頭部には目玉のついた触角がある。実は不良のボスだったが、改心して宇宙パトロールになる。どちらかといえば常識人であり、ツッコミに回ることも多い。
最終話にて、宇宙パトロール本部の新長官に昇進したオーバージャスティス本部長の後を引き継ぐ形で、宇宙パトロールオギクボ支部長に就任。
オーバージャスティス本部長
声 - 稲田徹
宇宙パトロールOGIKUBO支部の本部長で、ルル子を宇宙パトロールに任命した張本人。骸骨のような外見と炎が特徴で、たとえバラバラにされても平気だったりとほぼ不死身に近い生命力を持つ。
正義感の強い熱血漢だが、即決即断ないい加減で意外と頼りない一面がある。
最終話にて宇宙パトロール本部新長官に就任した。
秘書
宇宙パトロールOGIKUBO支部にて、オーバージャスティスの秘書を務める派遣社員。
無口で感情表現も乏しく一切喋ることはないが、根は仲間思いな性格であるようで、ルル子が生き返った際は涙を流していた。
公式ホームページのキャラクター紹介によるとしっかり定時で帰るらしいが、劇中ではその演出は見られない。
ケイジ
声 - 岩田光央
ルル子の父である宇宙パトロール隊員。第1話で宇宙タイムカプセルを誤飲しフリーズしてしまう。オーバージャスティス同様、滅茶苦茶な理論で物事を決める性格。
最終話で宇宙パトロールの一部署である宇宙海賊取締課に配属となり、妻であるララ子を追い続けることとなる。
ララ子・ゴッドスピード
声 - 本名陽子
ルル子の母親である宇宙海賊船長。平々凡々な暮らしに耐え切れず、数年前にケイジと争い、家具を全部持って家を出て行った。ケイジをフリーズさせるよう仕向けた張本人。露出度は高く前貼りに似た水着を履いている。戦闘力はかなり高く、生身で大気圏を突入したり、ルル子たちを無傷で一蹴して見せた。
宇宙パトロール本部から金品を強奪したうえ逃走しており、最終話でも海賊行為を続けていることが明らかとなる。
担任教師
ルル子のクラスの担任教師
犯人生徒星人
ルル子のクラスの同級生
○○○キル星人
宇宙海賊とのOGIKUBO争奪の後、OGIKUBO捜索を始めたルル子達が最初に訪れた惑星・糸巻惑星KLK-Xの住人。名乗る際の発音がはっきりしないため、正確な名前は不明。
巨大な生命戦維の塊である惑星と繋がっており、惑星共々訪れた者が望むものの姿（ルル子の場合はOGIKUBOの街並みにいるノヴァ）として認識される力を持つ。この力でOGIKUBO支部の面々を捕え、幻から覚めたルル子も縛り上げて窮地に追い込んだが、オーバージャスティスの炎が燃え移ったことで惑星ごと焼失した。
TRIGGER製作のテレビアニメ『キルラキル』のパロディキャラクター。
ガッツ星人
糸巻惑星KLK-Xからルル子達が脱出する際、惑星表面にいた異星人。
『キルラキル』に登場した犬「ガッツ」と同じ顔を持つ。
スーシィ・マンババラン
声 - 村瀬迪与
OGIKUBOの捜索中に訪れた魔法惑星LWA‐∞で出会った毒舌家の魔女で、魔法学校の生徒。塔の魔導石を盗みに来たと思い、変形したルル子の銃口に「6分で死ぬ毒キノコ」を無理やり飲ませた（実際はスーシィの勘違いで毒が効くのは60年後だった）。
『アニメミライ2013』で公開されたTRIGGER製作のアニメ映画『リトルウィッチアカデミア』からの登場キャラクター。
サメのマッハスピード
声 - 高木渉
美人局探偵事務所のリーダー。常に高速で動き、喋り、落ち着かないサメ。元ネタはMattel社のSTREET SHARKSというフィギュア。
セッちゃん・バイくんと共に「日本アニメーター見本市」で公開された『SEX and VIOLENCE with MACHSPEED』からのゲストキャラクター。「SEX and VIOLENCE with MACHSPEED」の声優は山寺宏一と林原めぐみの2人だったが、本作では全員に別の声優が割り当てられている。
ダッチワイフのセックスちゃん（セッちゃん）
声 - 中恵光城
上半身セーラー服に下半身は裸という、危ない見た目の意志疎通が出来るダッチワイフ。
サルのバイオレンスくん（バイくん）
声 - 広田みのる
内気なサルだが、マッハスピードに臀部を貫かれると巨大化・パワーアップする。
オヤブンとマフィア（声 - 増元拓也、山下誠一郎）、オヤブンのツマ（声 - 長谷美希）、オヤブンのメカケ（声 - ゆりん）
ティラノサウルスなどの恐竜のような外見をしたマフィア。
ブラックホール星人
声 - 檜山修之
33歳。宇宙パトロール総司令に変装し宇宙パトロールを乗っ取っていた、宇宙のあらゆる悪の根源とも呼ばれる存在。話す際に必ず冒頭に罵り言葉を入れてくるが、自分の作戦は資料付きで懇切丁寧に説明してくれる。
宇宙のあらゆる価値のあるものを万引きしてきたが、何周か回って価値の無いものを欲するようになり、「後先考えない無知な中学生の浅はかな初恋」こそが宇宙で最も価値が無いものであるとし、その結晶である「ときめきジュエル」を万引きするためにノヴァをルル子に近づけた。
インフェルノコップ
声 - 後藤淳一
ときめきジュエルを万引きされ死んでしまったルル子が荻窪東地獄で出会った、元宇宙パトロールの男。21歳。自称「誰の上にも立ったことのない男」。何度も死んでいるが生き返れなかったことはないらしく、「正義は絶対に死なない、大切なモノはなくならない」とルル子に説く。オーバージャスティスとは知己の間柄のようであったが、詳細を語ることはなかった。
TRIGGERのウェブ配信アニメ『インフェルノコップ』からのゲスト出演で、同作の主人公。
アツコ・カガリ
第13話エンドロール後の放送終了直前に登場した箒に乗った魔女。超次元航行中のルル子と目を合わせ、ハイタッチをして去ってゆく。
スーシィ・マンババランと同じく『アニメミライ2013』で公開されたTRIGGER製作のアニメ映画『リトルウィッチアカデミア』からの登場キャラクターで、第13話放送（2016年6月24日）の前日に制作開始が公表された『リトルウィッチアカデミア』TVシリーズの今後の放送へと繋げるねらいが込められている。

## 舞台
OGIKUBO（荻窪）
太陽系辺境宇宙移民特区。20年前から地球外の移民を受け入れた結果、治安が悪くなり、宇宙偏差値も最低である。

## スタッフ
- 原作 - TRIGGER、今石洋之
- 監督・シリーズ構成 - 今石洋之
- 第2監督 - 雨宮哲
- クリエイティブディレクター - 若林広海
- キャラクターデザイン - まご、芳垣祐介
- ジャスティスデザイン - コヤマシゲト
- エフェクトアーティスト - 吉成曜
- デザインワークス - 野中愛
- 総作画監督 - 芳垣祐介、半田修平
- 美術監督 - 小林浩康
- 美術 - カラーデジタル部
- 色彩設計 - 小山知子、小松亜理沙
- 撮影監督 - 東西佑子
- 撮影 - サンジゲン
- 編集 - 長谷川舞
- 音響監督 - 浦狩裕樹
- 音楽 - 末廣健一郎
- 音楽制作 - フライングドッグ
- 音楽プロデューサー - 佐々木史朗、若林広海
- チーフプロデューサー - 宇佐義大
- プロデューサー - 沢野麻由美、南健、斉田秀之、安倍孝二、礒谷徳知、鈴木公尚
- アニメーションプロデューサー - 舛本和也
- アニメーション制作 - TRIGGER
- 製作 - 宇宙パトロールルル子製作委員会☆彡（グッドスマイルカンパニー、フライングドッグ、クランチロール、bilibili、AT-X、ウルトラスーパーピクチャーズ）

## 主題歌
オープニングテーマ「CRYまっくすド平日」
作詞 - 藤原亮・高橋元希 / 作曲・歌 - フジロッ久（仮）
3話（1SEASON）ごとに歌詞・一部映像が変化する。
エンディングテーマ「Pipo Password」
作詞 - ボンジュール鈴木 / 作曲 - TeddyLoid / 歌 - TeddyLoid feat. ボンジュール鈴木
第12話では「Luluco on SILENT PLANET Remix」バージョンが使用された。

## 各話リスト
SEASON3以降の一部の回は自社制作作品へのオマージュが取り入れられている。
| 話数                       | サブタイトル         | 脚本         | 絵コンテ | 演出     | 作画監督                      | オマージュ作品                                                 |
| -------------------------- | -------------------- | ------------ | -------- | -------- | ----------------------------- | -------------------------------------------------------------- |
| (1) SEASON 1 EP.1          | 私、普通の中学生     | 今石洋之     | 今石洋之 | 大嶋博之 | 半田修平                      | ─                                                              |
| (2) SEASON 1 EP.2          | 転校生が来た！       | 雨宮哲       | 雨宮哲   | 大嶋博之 | 本田敬一                      | ─                                                              |
| (3) SEASON 1 EP.FINAL      | 戦場教室             | 雨宮哲       | 大嶋博之 | 赤城博昭 | 本田敬一                      | ─                                                              |
| (4) SEASON 2 EP.1          | ひとりぼっちの空へ   | 若林広海     | 雨宮哲   | 大嶋博之 | 佐藤利幸                      | ─                                                              |
| (5) SEASON 2 EP.2          | どうしたらいいの     | 若林広海     | 雨宮哲   | 宗廣智行 | 本田敬一                      | ─                                                              |
| (6) SEASON 2 EP.FINAL      | 目覚めたその部分     | 若林広海     | 大嶋博之 | 曽根利幸 | 田村健太郎                    | ─                                                              |
| (7) SEASON 3 EP.1          | 運命の糸の罠         | 佐藤裕       | 大嶋博之 | 大嶋博之 | 半田修平                      | キルラキル                                                     |
| (8) SEASON 3 EP.2          | 不思議な力の罠       | うえのきみこ | 雨宮哲   | 北村淳一 | 飯飼一幸、松下順子 北村淳一   | リトルウィッチアカデミア                                       |
| (9) SEASON 3 EP.FINAL      | 本当の罠             | 今石洋之     | 今石洋之 | 濁川敦   | 宍戸久美子                    | 日本アニメ（ーター）見本市 『SEX and VIOLENCE with MACHSPEED』 |
| (10) SEASON 4 EP.1         | 全部おわり           | うえのきみこ | 小倉陳利 | 宗廣智行 | 本田敬一                      | ─                                                              |
| (11) SEASON 4 EP.2         | 私、わかってなかった | 雨宮哲       | 雨宮哲   | 雨宮哲   | 北島勇樹 (ライジングフォース) | インフェルノコップ                                             |
| (12) SEASON 4 EP.FINAL     | 告白                 | 若林広海     | 大嶋博之 | 大嶋博之 | 半田修平                      | ─                                                              |
| (13) FINAL SEASON EP.FINAL | 私、宇宙の……         | 今石洋之     | 今石洋之 | 今石洋之 | 芳垣祐介                      | ─                                                              |

## 放送局
| 放送期間               | 放送時間                     | 放送局   | 対象地域 | 備考                                           |
| ---------------------- | ---------------------------- | -------- | -------- | ---------------------------------------------- |
| 2016年4月1日 - 6月24日 | 金曜 22:30 - 22:40           | AT-X     | 日本全域 | 製作委員会参加 / リピート放送あり              |
|                        | 金曜 23:00 - 23:30           | TOKYO MX | 東京都   | 『ULTRA SUPER ANIME TIME』1枠目                |
| 2016年4月4日 - 6月27日 | 月曜 1:00 - 1:30（日曜深夜） | BS11     | 日本全域 | 『ANIME+』枠 / 『ULTRA SUPER ANIME TIME』1枠目 |

| 配信期間       | 配信時間        | 配信サイト         |
| -------------- | --------------- | ------------------ |
| 2016年4月1日 - | 金曜 23:30 更新 | ニコニコチャンネル |

## BD
2016年9月14日に全13話を収録したBlu-ray Discが発売された。

## WEBラジオ
『宇宙パトロールOGIKUBO支部広報課』のタイトルで、2016年4月1日から6月17日まで公式サイトにて配信された。クリエイティブディレクターの若林広海がパーソナリティーを担当し、スタッフやキャストがゲスト出演した。毎週金曜23時30分更新。
ゲスト
- 第1回：今石洋之（監督）、雨宮哲（第2監督）
- 第2回：M・A・O（ルル子 役）、浦狩裕樹（音響監督）
- 第3回：芳垣祐介（キャラクターデザイン、総作画監督）、半田修平（総作画監督）
- 第4回：榎木淳弥（ΑΩ・ノヴァ 役）、今石洋之、浦狩裕樹
- 第5回：まご（キャラクターデザイン）、野中愛（デザインワークス）
- 第6回：新谷真弓（ミドリ 役）、今石洋之、浦狩裕樹
- 第7回：TeddyLoid（ED担当）、ボンジュール鈴木（ED担当）
- 第8回：稲田徹（オーバージャスティス本部長 役）、今石洋之、浦狩裕樹
- 第9回：宇佐義大（チーフプロデューサー）、佐々木史朗（音楽プロデューサー）
- 第10回：岩田光央（ケイジ 役）、今石洋之、浦狩裕樹
- 第11回：フジロッ久（仮）（OP担当）（藤原亮〈ボーカル〉、所晃広〈ドラムス〉、高橋元希〈パッションモンスター〉）
- 第12回：本名陽子（ララ子・ゴッドスピード役）、今石洋之、浦狩裕樹

## 漫画
南北によるコミカライズ作品。『ウルトラジャンプ』（集英社）にて短期連載された。（連載期間：2016年5月号 - 2016年7月号）
TV本編とは違い学校生活等の日常がメインの4コマ漫画。単行本化はされていない。